# Cyrtochilum incarum
Cyrtochilum incarum är en orkidéart som beskrevs av Friedrich Fritz Wilhelm Ludwig Kraenzlin. Cyrtochilum incarum ingår i släktet Cyrtochilum, och familjen orkidéer.
Artens utbredningsområde är Peru. Inga underarter finns listade i Catalogue of Life.